# Sifo (mollusken)

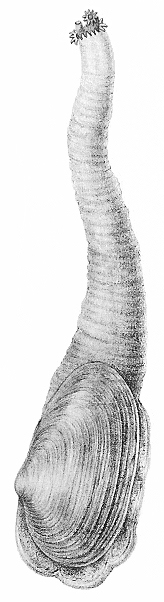
Mya arenaria, een diep ingegraven soort met lange sifo

De sifon of sifo, in- en uitstroombuis of ademhalingsbuis, bij inktvissen hyponoom, is een orgaan bij de meeste groepen mollusken dat afhankelijk van de soort gebruikt wordt voor ademhaling, voedselopname, voortplanting en voortbeweging.

## Tweekleppigen
Tweekleppigen of bivalven hebben een of twee sifonen die geheel of gedeeltelijk met elkaar vergroeid kunnen zijn. Door de buizen wordt een waterstroom geleid waarbij het water door de ene buis naar binnen stroomt en door de andere weer naar buiten gaat. Het dier haalt met behulp van kieuwen voedsel en zuurstof uit het water. De term ademhalingsbuis is dus niet geheel correct.
De lengte van de sifon verschilt per soort en is gerelateerd aan de levenswijze van het dier. Veel bivalven leven ingegraven in het sediment en omdat de schelp meestal op gelijke diepte blijft en de uiteinden van de sifonen boven het sedimentoppervlak moeten kunnen uitsteken, bepaalt de lengte van de sifonen hoe diep de dieren zich kunnen ingraven. Bij sommige soorten zijn de gestrekte sifonen decimeters lang waardoor de schelpen ver buiten het bereik van predatoren kunnen blijven. Andere bivalven zijn nooit erg diep ingegraven, maar hebben toch betrekkelijk lange sifonen. Deze soorten gebruiken hun sifonen om het sedimentoppervlak te kunnen afgrazen. Er zijn ook veel ondiep ingegraven soorten of soorten die op de bodem leven of aangehecht aan een hard substraat. Over het algemeen hebben dergelijk soorten korte of geen sifonen.

## Slakken
Slakken (Gastropoda) hebben meestal een ademhalingsbuis. Bij veel soorten, vooral landslakken, is slechts een ademhalingsopening aanwezig. Bepaalde groepen zeeslakken beschermen hun lange sifonen met behulp van een meestal half open, buisvormige uitgroeiing van de schelp, het sifonaal kanaal.

## Inktvissen
Inktvissen (Cephalopoda) hebben een sterk ontwikkelde sifon, die gebruikt wordt om snel water door hun lichaam te drijven, wat voortbeweging mogelijk maakt. Dit hyponoom is vermoedelijk ontstaan uit de voet van een voorouderlijk weekdier. Bij zeekatten staat de hyponoom in verbinding met verschillende spieren die predatie mogelijk maken. De hyponoom van nautilussen is echter een omgevouwen klep.

## Afbeeldingen

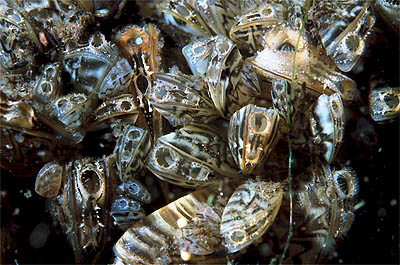
Dreissena polymorpha, een op hard substraat vastgehechte bivalve met korte sifon
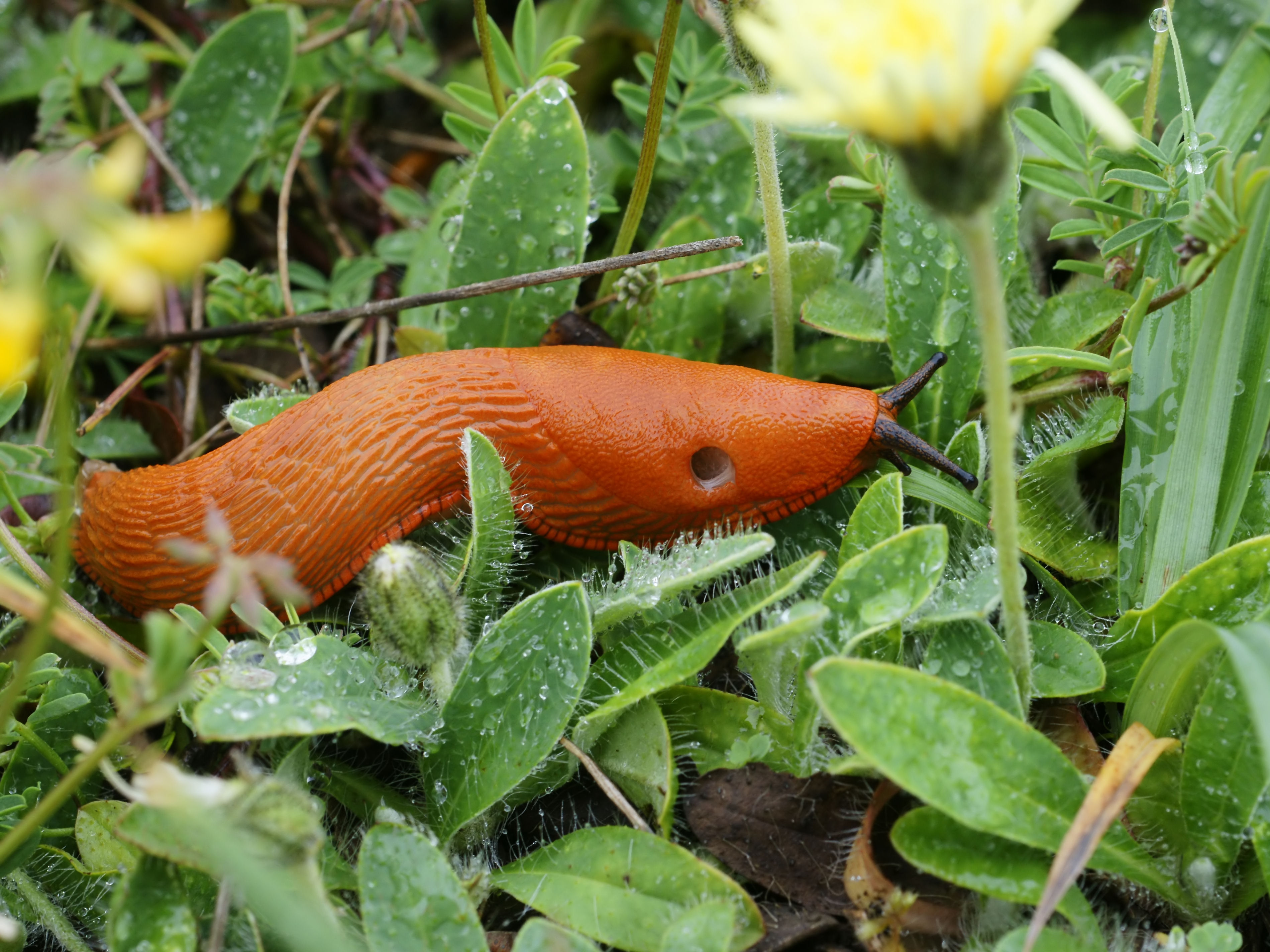
Arion rufus heeft alleen een ademhalingsopening
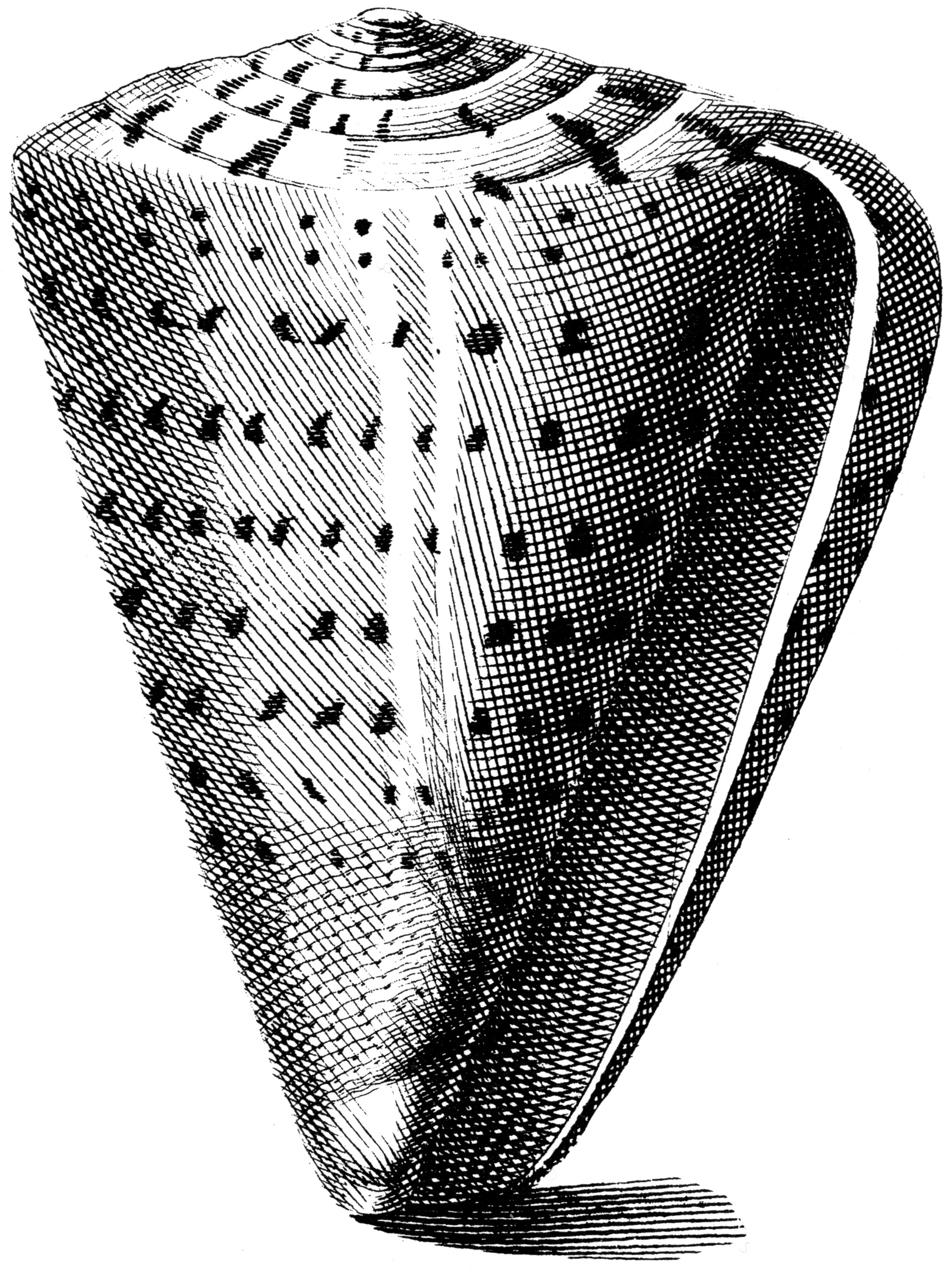
De schelp van de gastropodensoort Conus betulinus heeft een kort sifonaal kanaal
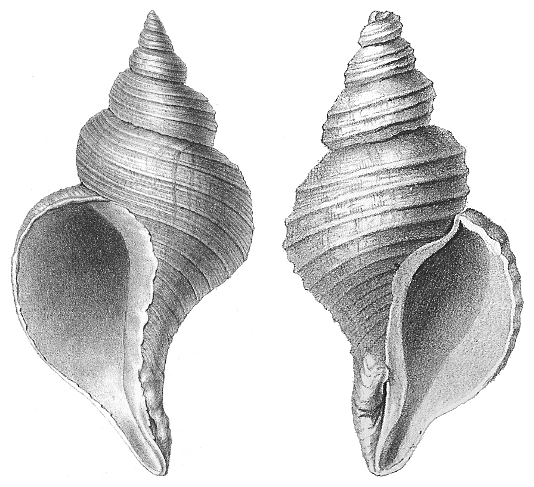
Bij het gastropodengeslacht Neptunea heeft de schelp een lang sifonaal kanaal